# Epilobium glabellum
Epilobium glabellum är en dunörtsväxtart som beskrevs av Forst. f.. Epilobium glabellum ingår i släktet dunörter, och familjen dunörtsväxter. Inga underarter finns listade i Catalogue of Life.